# Serguéi Chepchugov
Serguéi Andréyevich Chepchugov (Tallin, Estonia, 15 de julio de 1985), futbolista estonio. Juega de portero y su actual equipo es el FC Yenisey Krasnoyarsk de la Liga Nacional de Fútbol de Rusia.

## Clubes
| Club                     | País    | Año       |
| ------------------------ | ------- | --------- |
| FC Metallurg Krasnoyarsk | Rusia   | 2003-2006 |
| FC Flora                 | Estonia | 2006      |
| FC Metallurg Krasnoyarsk | Rusia   | 2006-2008 |
| FK Riga                  | Letonia | 2008      |
| FC Sibir Novosibirsk     | Rusia   | 2008-2009 |
| PFC CSKA Moscú           | Rusia   | 2010-2017 |
| FC Yenisey Krasnoyarsk   | Rusia   | 2017-     |